# Rio delle Convertite

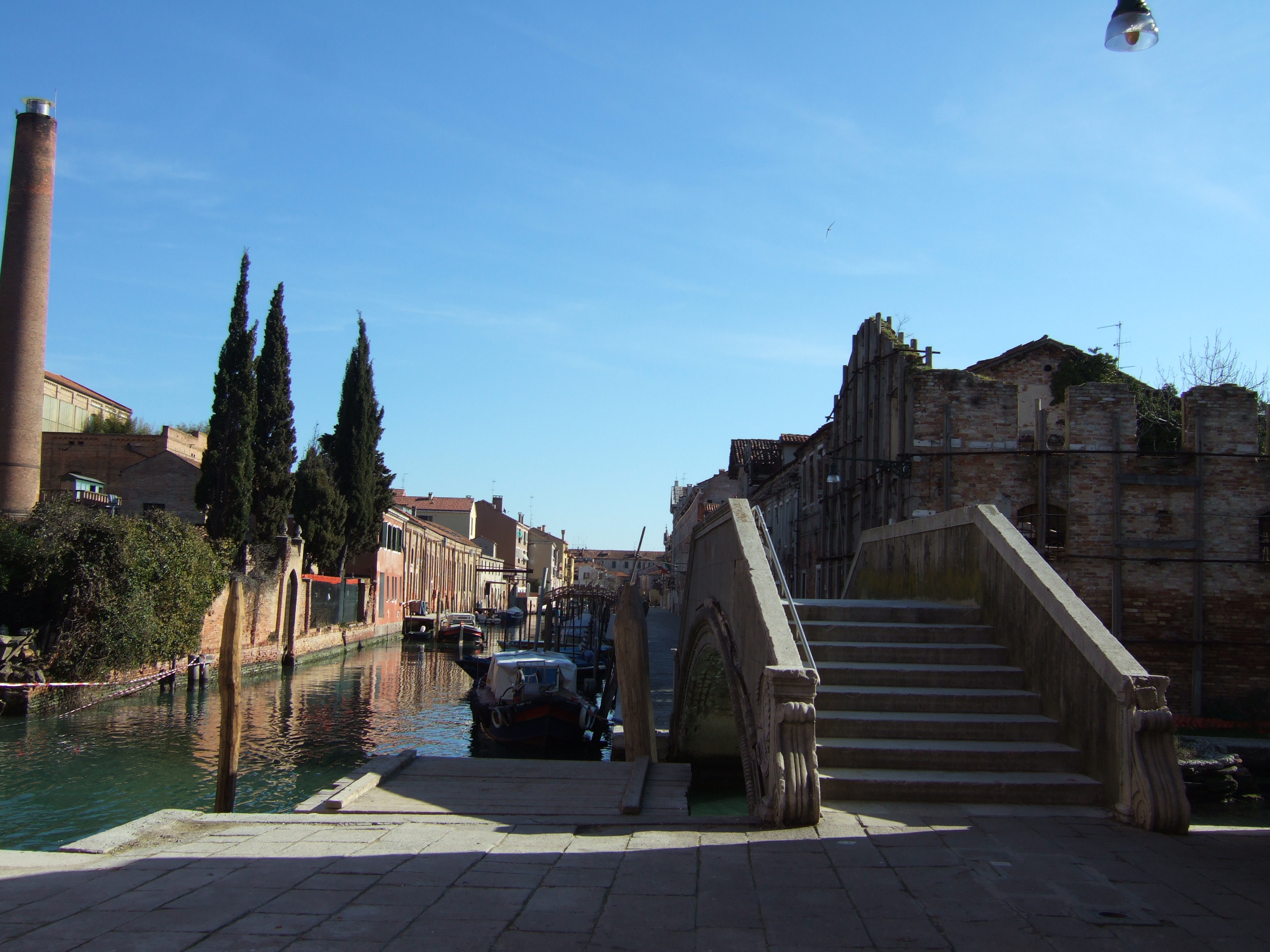
Le rio delle Convertite, vue vers l'est

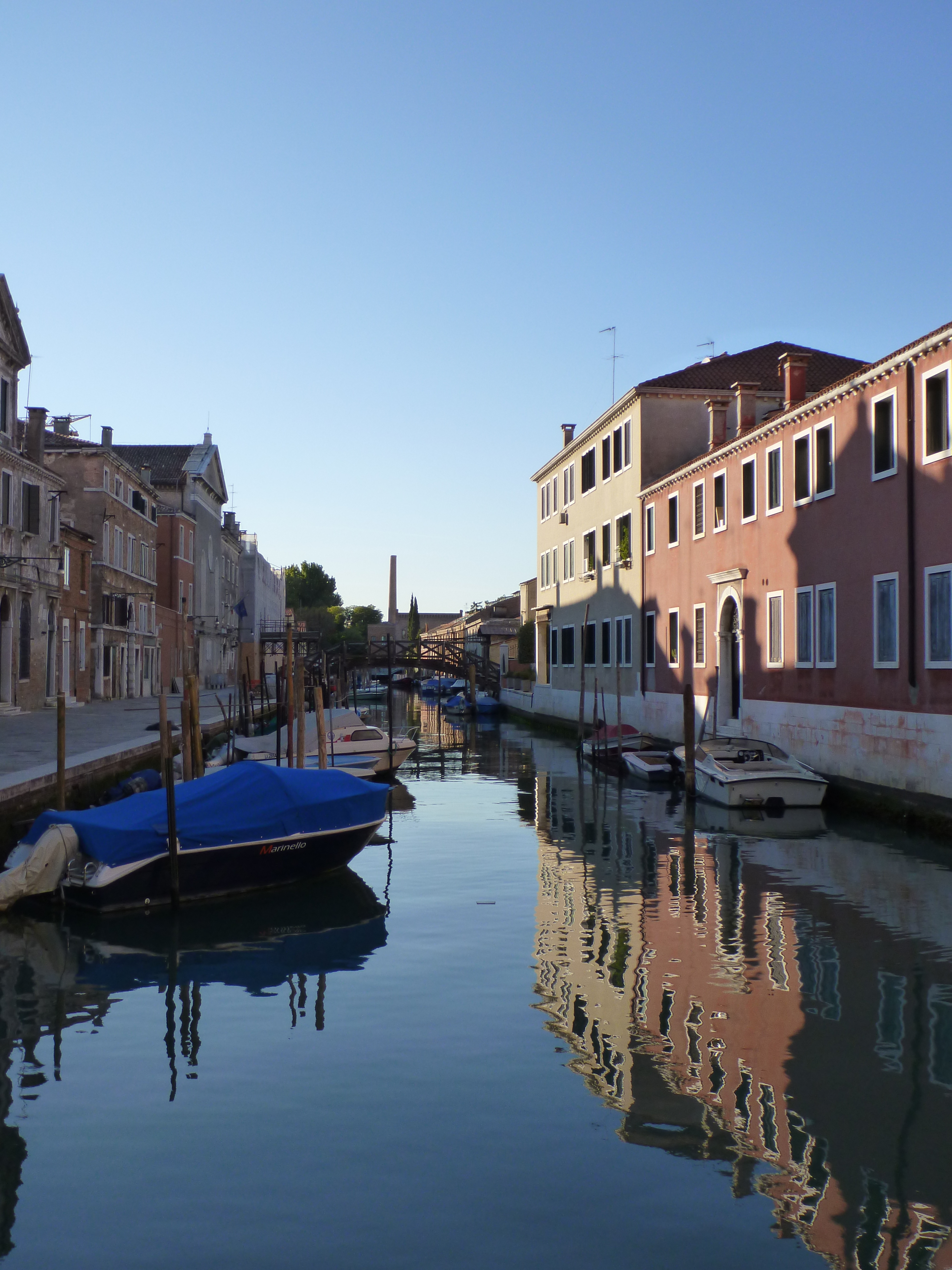
Le rio avec l'ancien couvent et église à gauche

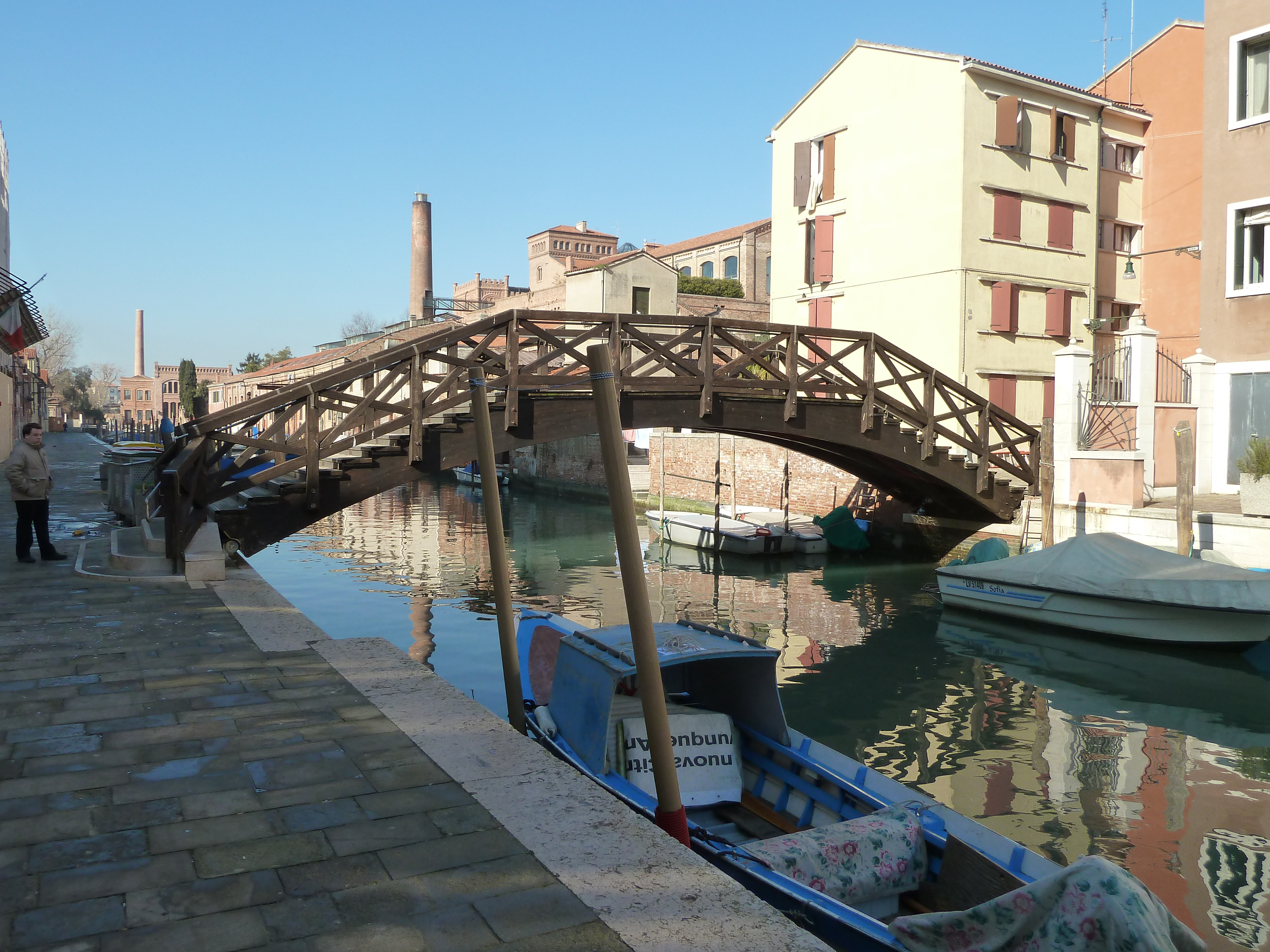
Pont sur le rio delle Convertite

Le rio delle Convertite (en vénitien de le Convertite; canal des Convertis) est un canal de Venise dans l'île de Giudecca dans le sestiere de Dorsoduro.

## Description
Le rio delle Convertite a une longueur d'environ 260 mètres et une largeur moyenne de 13,5 mètres. Il relie les rio di Sant'Eufemia et di San Biagio.

## Origine
Le nom provient de l' Église de le Convertite, appelée aussi Santa Maria Maddalena Convertite.

### Église des Converties
Cette église fut fondée en 1534 faisant partie d'un complexe qui inclut également un couvent Augustinien et un hospice pour des prostituées repenties et d'autres femmes à connotation sexuelle négative. 
L'église fut restaurée au même siècle avec des fonds du marchand Bartolomeo Bontempelli. À l'origine dédié à Marie Madeleine, elle devint Convertite pour refléter son rôle dans la conversion de femmes déchues.
L'institution devint tristement célèbre à cause de son premier recteur Fra Giovanni Pietro Leon de Val Camonica, utilisant les 400 nonnes comme son harem personnel. Il testait les femmes venues se confesser en les pelotant et il les félicitait pour leur résistance. Il les emprisonna et punit ensuite jusqu'à ce qu'elles cèdent. Il fut accusé devant le Conseil des Dix en 1561 et décapité sur la Place Saint Marc. Il fallut treize tentatives avec la hache pour que sa tête tombe.
L'oratorio, restauré plus tard, a été reconsacré en 1579.
Supprimé par les français en 1806, le complexe devint un hôpital. Les Autrichiens en firent une prison en 1857. Aujourd'hui, c'est toujours une prison pour femmes.

## Situation
Ce rio longe :
- le fondamenta de le Convertite;
- l'ancienne Église des Convertis (chiesa di Santa Maria Maddalena Convertite).

## Ponts
Ce rio est traversé par le Ponte delle Convertite reliant le fondamenta éponyme à la rive opposée.